# Autonomi
 Denne artikel omhandler det generelle begreb. Opslagsordet har også en anden betydning, se Autonomi (produktivitetsfaktor). Der er for få eller ingen kildehenvisninger i denne artikel, hvilket er et problem. Du kan hjælpe ved at angive troværdige kilder til de påstande, som fremføres i artiklen.

Autonomi er det at være uafhængig af andre og/eller at bestemme over egne anliggender, især om områder og institutioner, som har en høj grad af uafhængighed uden dog at have fuld selvbestemmelsret.
Inden for æstetikken taler man om kunstens autonomi, som er ideen om at kunsten er eller bør være uafhængig af snævre formål (kommercielle, politiske, nyttemæssige).
I noget organisationsforskning behandles autonomi for at øge fleksibiliteten i en organisation. Dette kan specielt være gavnligt i henhold til skabelsen af uformelle netværk for derigennem at skabe vidensforøgelse (se også Ikujiro Nonaka: Dynamic Theory of Organizational Knowledge Creation).
| Samfund | Spire Denne samfundsartikel er en spire som bør udbygges. Du er velkommen til at hjælpe Wikipedia ved at udvide den. |